# Pseudophengodes penai
Pseudophengodes penai är en skalbaggsart som beskrevs av Wittmer 1976. Pseudophengodes penai ingår i släktet Pseudophengodes och familjen Phengodidae. Inga underarter finns listade i Catalogue of Life.